# کلایمکس (مینه‌سوتا)
کلایمکس، مینه‌سوتا (به انگلیسی: Climax, Minnesota) یک شهر در ایالات متحده آمریکا است که در مینه‌سوتا واقع شده‌است.

## خصوصیات
کلایمکس ۲٫۹۵ کیلومترمربع مساحت و ۲۶۷ نفر جمعیت دارد و ۲۶۴ متر بالاتر از سطح دریا واقع شده‌است.